# 卡松
| 星际旅行中主要的种族与势力              |
| --------------------------------------- |
| 星際聯邦 · 人类 · 瓦肯人 · 安多利人     |
| 貝塔索人 · 波利安人 · 德诺布拉人        |
| 罗慕伦人 · 克林贡人 ·巴库人 · 索利安人  |
| 葛恩人 · 佛瑞吉人 · 博格人 · 卡松人     |
| 卡达西人 · 贝久人 · 楚尔人 · 希罗吉恩人 |
| 自治同盟 · 布林人 · 新地人 · 8472种族   |

卡松人（英語：Kazon）是《星际旅行》虚构宇宙中的类人种族。卡松人居住在第四象限，他们以太空为家。卡松人并没有第一象限各势力常见的科技，以至于博格人甚至不屑于同化他们。卡松人曾与迷航在第四象限的航海家号发生过冲突。